# Ludwik Lejzer Zamenhof
Lazar Ludwik Zamenhof (tiếng Ba Lan: Ludwik Łazarz Zamenhof) (15 tháng 12 năm 1859 - 14 tháng 4 năm 1917) là một nhà nhãn khoa học, nhà văn hiến học, người sáng chế ra Quốc tế ngữ hay tiếng Esperanto, ngôn ngữ nhân tạo được tạo ra cho giao tiếp quốc tế. Ludwik Lejzer Zamenhof đã tạo ra Quốc tế ngữ trong khoảng thời gian từ năm 1872 tới năm 1885 tại Warszawa. Ludwik Lejzer Zamenhof am hiểu nhiều tiếng châu Âu, nhưng ông không hiểu nhiều về châu Á cũng như các ngôn ngữ của châu lục này. Vào thời điểm Quốc tế ngữ được sáng chế, ngôn ngữ này được kì vọng sẽ là ngôn ngữ phổ thông, được sử dụng trong mọi sinh hoạt hàng ngày của nhân dân toàn thế giới.
Zamenhof sinh ngày 15 tháng 12 năm 1859 tại thị xã Białystok thuộc Đế quốc Nga (nay thuộc Ba Lan). Ông đã xem ngôn ngữ thứ nhất của mình là ngôn ngữ của cha mình, tiếng Nga.